# تاريخ ألعاب الهاتف المحمول

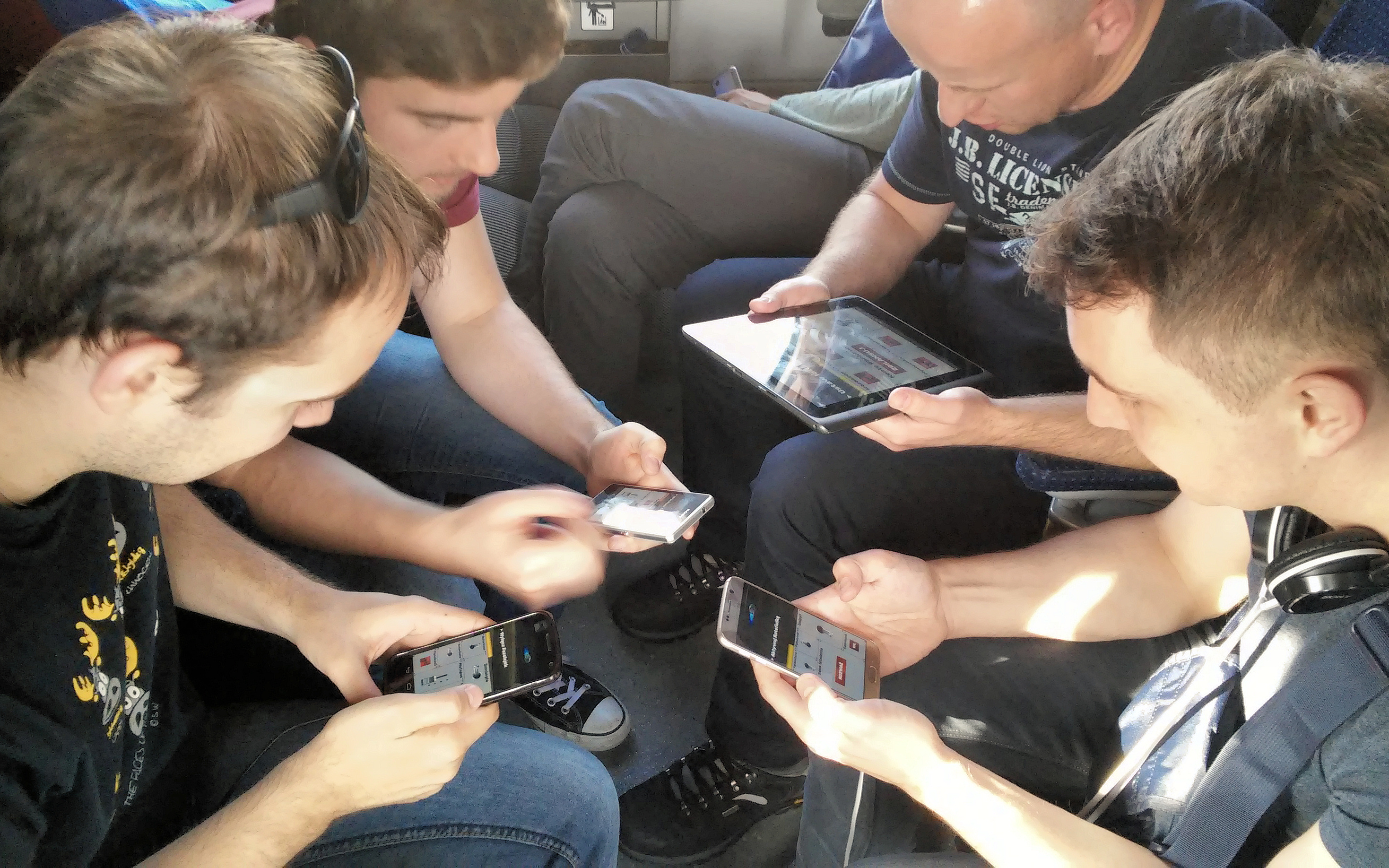
لعبة متعددة اللاعبين للهاتف المحمول.

بدأ تعميم ألعاب الهاتف المحمول في وقت مبكر من عام 1997 مع تقديم لعبة الثعبان المحمّلة مسبقًا على هواتف Nokia المميزة، مما يوضح مدى التطبيق العملي للألعاب على هذه الأجهزة. قام العديد من مصنعي الأجهزة المحمولة بتضمين ألعاب محملة مسبقًا في أعقاب نجاح لعبة الثعبان. في عام 1999، أتاح إدخال خدمة آي-مود في اليابان إمكانية تحميل مجموعة متنوعة من ألعاب الهاتف المحمول الأكثر تقدمًا على الهواتف الذكية، على الرغم من أن الخدمة كانت مقصورة إلى حد كبير على دولة اليابان. بحلول أوائل العقد الأول من القرن الحادي والعشرين، نضجت المواصفات التقنية للهواتف الغربية أيضًا لدرجة أنها أصبحت تدعم التطبيقات القابلة للتنزيل (بما في ذلك الألعاب)، لكن التبني السائد استمر في إعاقته عن طريق تجزئة السوق بين مختلف الأجهزة، وبيئات التشغيل، والموزعين.
إِنَّ طرح هاتف أيفون ومتجر التطبيقات المخصص له قد قدم وسيلة قياسية للمطورين من أي حجم لتطوير ونشر الألعاب للهواتف الذكية الشهيرة. اجتذبت العديد من قصص النجاح المبكرة لمطوري التطبيقات في أعقاب إطلاق متجر التطبيقات في عام 2008 عددًا كبيرًا من المطورين للتكهن بالمنصة. نُشرت معظم الألعاب الأولية كعناوين متميزة (مدفوعة مرة واحدة)، لكن إضافة عمليات الشراء داخل التطبيق في أكتوبر 2009 سمح للألعاب بتجربة نماذج أخرى، مع نجاحات ملحوظة مثل لعبة الطيور الغاضبة ولعبة قطع الحبل باستخدام مجموعة من التطبيقات المجانية والألعاب التي تدعمها الإعلانات. أدى نجاح شركة آبل مع متجر التطبيقات الخاص بها إلى تغيير مشهد الهاتف المحمول بشكل كبير وفي غضون بضع سنوات لم يتبق سواها بالإضافة إلى هواتف شركة جوجل التي تعمل بنظام التشغيل أندرويد ومتجر التطبيقات والألعاب الخاص بجوجل كلاعبين مهيمنين.
حدث تحول كبير في تحقيق الدخل من الألعاب مع إدخال كاندي كراش وأحجية التنانين، مع الأخذ في الاعتبار مفاهيم اللعب من ألعاب الشبكات الاجتماعية التي تتطلب عمومًا من اللاعب الانتظار بعض الوقت بعد استنفاد أدواره ليوم واحد، وتقديم استخدام عمليات الشراء داخل التطبيق لإنعاش طاقتهم. أنتجت هذه الألعاب أرقام إيرادات لم نرها من قبل في قطاع ألعاب الهاتف المحمول، وأصبحت المعيار للعديد من الألعاب المدفوعة التي تلت ذلك. تضم العديد من الألعاب الأكثر نجاحًا مئات الملايين من اللاعبين، وتتجاوز عائداتها السنوية المئة مليون دولار أمريكي سنويًا، مع تجاوز أفضل الألعاب المليار دولار أمريكي.
تضمنت الاتجاهات الحديثة ألعابًا غير رسمية مثل كروسي رود والألعاب القائمة على الموقع مثل بوكيمون غو.

## إدخال الألعاب على الهواتف الذكية (1997-2006)
طرحت نوكيا في عام 1997 هاتفها نوكيا 6110 الذي تضمن مجموعة متنوعة من لعبة الثعبان. أثبتت لعبة الثعبان أنها تعد إحدى الميزات الشائعة للهاتف، وواصلت نوكيا تضمين اللعبة، أو شكل مختلف منها، على كل هاتف أُصدر تقريبًا منذ ذلك الحين، فقد ثُبتت اللعبة على نحو 400 مليون جهاز اعتبارًا من عام 2016.
أطلقت شركة إن تي تي دوكومو في عام 1999 منصة الهاتف المحمول آي-مود في اليابان، مما سمح بتنزيل ألعاب الهاتف المحمول على الهواتف الذكية. أعلن العديد من مطوري ألعاب الفيديو اليابانيين عن ألعاب لمنصة آي-مود في ذلك العام، مثال على ذلك هو إعلان شركة كونامي عن تطبيق محاكاة المواعدة Tokimeki Memorial. في العام نفسه، كانت نينتندو وباندي يطوران على التوالي محولات للهواتف المحمولة لوحدات التحكم في الألعاب المحمولة، مثل لعبة فتى الألوان والبجعة المتجولة. بحلول عام 2001، كان لدى آي-مود 20 مليون مستخدم في اليابان، إلى جانب أجهزة أكثر تقدمًا برسومات مماثلة لوحدات تحكم 8 بت. توفرت مجموعة متنوعة من الألعاب لخدمة آي-مود، إلى جانب إعلانات من مطوري ألعاب الفيديو المعروفين مثل تايتو وكونامي ونامكو وهدسون سوفت، بما في ذلك منافذ ألعاب الآركيد الكلاسيكية وألعاب وحدة التحكم 8 بت.
أظهرت لعبة الثعبان أن هناك اهتمامًا قابلاً للتطبيق في توسيع قدرات الهواتف المحمولة لتطبيقات الألعاب. مع إدخال بروتوكول التطبيقات اللاسلكية (WAP)، تمكنت العديد من الهواتف المحمولة من الوصول إلى ألعاب محدودة قائمة على المتصفح، ثم تنزيل تطبيقات جديدة يمكن شراؤها لاحقًا من شركة الاتصالات اللاسلكية الخاصة بها أو من موزع خارجي لاستخدامها على هواتفها. ومع ذلك، في هذه المرحلة، في أوائل العقد الأول من القرن الحادي والعشرين، كان هناك تباين كبير وواضح في التقنيات المتاحة من حيث الأجهزة والبرامج. كانت الهواتف لا تزال تشتمل على نطاقات واسعة من عوامل الشكل وميزات الإدخال ودقة الشاشة، لذلك ركز مطورو الألعاب عادةً جهودهم على منصات برامج محددة ومجموعات فرعية من الأجهزة المتاحة. بالإضافة إلى ذلك، توجد مجموعة من معايير النظام الأساسي للبرامج، مثل J2ME وماكروميديا فلاش لايت ودوجا وبيئة تشغيل ثنائية للشبكات اللاسلكية (BREW)  والتي تختلف تطبيقاتها حسب الشركة المصنعة للهاتف وطرازه، مما يحد من إمكانية نقل الألعاب. وبالتالي، في حين جرى تطوير الألعاب للأجهزة المحمولة على مدى السنوات العديدة التالية، إلا فإنها كانت مائلة إلى أن تكون محدودة. ازدادت قابلية اكتشاف الألعاب المحمولة تعقيدًا بسبب القيود المفروضة على الإنترنت عبر الهاتف المحمول في وقت مبكر. غالبًا ما كانت تُعرض الألعاب في المقام الأول عبر متجر محتوى مقدم من شركة اتصالات لاسلكية (مجموعة شركات الاتصالات). يقوم الناشرون بترخيص الألعاب لإدراجها في هذه البوابات. تميل هذه المتاجر إلى أن تكون قائمة إلى حد كبير على النصوص، وتقدم أوصافًا محدودة جدًا للمنتجات أو بحثًا وتنقلًا متطورًا. نتيجة لذلك، تميل الألعاب التي تروّج لها الشركات (والتي تظهر بالقرب من الجزء العلوي من المتجر) إلى أن تكون أكثر نجاحًا، في حين أن الألعاب الأخرى المدرجة أدناه لا يشاهدها العديد من المستخدمين الذين لا ينتقلون إلى ما بعد الصفحة الأولى من المجموعة.